# Limosina pteremoides
Limosina pteremoides är en tvåvingeart som beskrevs av Papp 1973. Limosina pteremoides ingår i släktet Limosina och familjen hoppflugor. Inga underarter finns listade i Catalogue of Life.